# Firbeck
Firbeck – wieś w Anglii, w hrabstwie ceremonialnym South Yorkshire, w dystrykcie metropolitalnym Rotherham. Leży 22 km na wschód od miasta Sheffield i 221 km na północ od Londynu. W 2001 miejscowość liczyła 317 mieszkańców.